# Шатењере
Шатењере (фр. Châtaigneraie) насеље је и општина у западној Француској у региону Лоара, у департману Вандеја која припада префектури Фонтне ле Конте.
По подацима из 2011. године у општини је живело 2721 становника, а густина насељености је износила 342,7 становника/km². Општина се простире на површини од 7,94 km². Налази се на средњој надморској висини од 172 метара (максималној 177 m, а минималној 77 m).

## Демографија
| 1962. | 1968. | 1975. | 1982. | 1990. | 1999. | 2011. |
| ----- | ----- | ----- | ----- | ----- | ----- | ----- |
| 2.056 | 2.371 | 2.906 | 3.055 | 2.904 | 2.762 | 2.721 |

График промене броја становника у току последњих година